# 香取神社 (春日部市米島)
香取神社（かとりじんじゃ）は、埼玉県春日部市の神社。

## 歴史
創建年代は不明である。ただ神社明細帳によれば、文明年間（1469年 - 1487年）以前から存在していたと伝えられている。境内の椋の大木が推定樹齢約800年であることもあり、相当の古社であることが推測される。近くの東光院が別当寺であった。
1874年（明治7年）、近代社格制度に基づく「村社」に列せられ、1910年（明治43年）の神社合祀により、周辺の3社が合祀された。
当社では、2月19日（現在は、その日に近い日曜日）に開かれる「甘酒祭り」がある。現在の甘酒は市販のものであるが、かつては氏子から差し出された米を原料とする手作りであった。

## 交通アクセス
- 南桜井駅より徒歩12分。